# Maurice Durquetty
Maurice Durquetty (desc. - desc.) foi um atleta francês que competiu em provas de pelota basca pela nação.
Durquetty é o detentor de uma medalha olímpica, conquistada na edição francesa, os Jogos de Paris, em 1900. Nesta ocasião, foi superado pela única dupla rival, espanhola, para encerrar, ao lado do companheiro Etchegaray, como vice-campeão da primeira e última edição do esporte nos Jogos Olímpicos.